# Гауди, Фредерик
Фредерик Уильям Гауди (англ. Frederic W. Goudy; 8 марта 1865 года, Блумингтон, Иллинойс — 1 мая 1947 года, Мальборо-на-Гудзоне) — американский художник шрифта, создавший гарнитуры Copperplate Gothic, Kennerly и Goudy Old Style.

## Биография
Художником шрифта Гауди стал не сразу. «В сорок лет этот маленький, полный, розовощекий, проказливого вида джентльмен вел бухгалтерию для чикагского риэлтора и считал себя неудачником. Начав практически с нуля в том возрасте, когда большинство мужчин уже давно избрали себе призвание, в последующие 36 лет он нарисовал 113 гарнитур, создав таким образом больше используемых шрифтов, чем 7 величайших типографов начиная с Гутенберга до Гарамона».
В 1903 году Гауди и Уилл Рэнсом основали книгопечатню «Вилладж-пресс» (Village Press) в Парк-Ридже, Иллинойс. Предприятие было вдохновлено идеалами Движения искусств и ремесел и книгопечатней «Келмскотт-пресс» Уильяма Морриса. Позже «Вилладж-пресс» переместилась в Бостон, затем — в Нью-Йорк. В 1908 году Гауди создал свою первую значительную гарнитуру: «E-38» для компании Lanston Monotype, известную также как Goudy Light. В том же году «Вилладж-пресс» сгорела дотла, погибли все проекты, всё оборудование. В 1911 году Гауди выпустил свой первый «хит» — Kennerly Old Style для антологии Герберта Уэллса, издаваемой Митчеллом Кеннерли. Наиболее широко используемая гарнитура, Goudy Old Style, была выпущена Lanston Monotype Company в 1915 году и с тех пор стала классикой.
В 1920—1947 годах Гауди был арт-директором компании Lanston Monotype. Начиная с 1927 года Гауди был вице-президентом Континентальной ассоциации словолитчиков (Continental Type Founders Association), которая распространяла многие из его шрифтов. К концу жизни Гауди нарисовал больше сотни гарнитур, опубликовал около 60 статей и 3 книги. Его жена, Берта Гауди (1869—1935) была наборщицей. У них родился сын Фредерик Т. Гауди.
Гауди является автором знаменитого изречения: «Всякий, кто будет набирать готический шрифт вразрядку, будет лохматить овец» («Any man who would letterspace blackletter would shag sheep»). При цитировании слово «лохматить» иногда заменяют на «красть», хотя Гауди использовал его скорее как эвфемизм английского fuck.

Гарнитура Goudy Old Style

## Шрифты
Гауди — третий по плодовитости американский шрифтовой дизайнер (после Морриса Фуллера Бентона (Morris Fuller Benton) и Р. Хантера Мидлтона (R. Hunter Middleton). Девяносто его гарнитур были вырезаны и отлиты. Наиболее известные шрифты Гауди: Copperplate Gothic и Goudy Old Style.
В 1938 году нарисовал University of California Oldstyle — эксклюзивную гарнитуру Калифорнийского университета. Компания Lanston Monotype выпустила версию гарнитуры для широкого использования в 1956 году (под названием Californian). Компания ITC выпустила электронную версию в 1983 году (под названием ITC Berkeley).

## Книги
- "The Alphabet, " Mitchell Kennerley, N.Y.C, 1918.
- «The Trajan Capitals», Oxford University Press, New York, 1936.
- «Typologia» University of California Press, Berkeley, Los Angeles, London, 1940.